# 메흐메트 에키지
메흐메트 에키지(튀르키예어: Mehmet Ekici, 1990년 3월 25일 뮌헨 ~)는 터키의 축구 선수이다.